# Буреј ан Во
Буреј ан Во (фр. Burey-en-Vaux) насеље је и општина у североисточној Француској у региону Лорена, у департману Меза која припада префектури Комерси.
По подацима из 2011. године у општини је живело 143 становника, а густина насељености је износила 22,1 становника/km². Општина се простире на површини од 6,47 km². Налази се на средњој надморској висини од 254 метара (максималној 396 m, а минималној 251 m).

## Демографија
| 1962. | 1968. | 1975. | 1982. | 1990. | 1999. | 2011. |
| ----- | ----- | ----- | ----- | ----- | ----- | ----- |
| 153   | 164   | 131   | 135   | 133   | 114   | 143   |

График промене броја становника у току последњих година